# Adaeratio
L’adaeratio désigne en droit fiscal romain tardif et byzantin la conversion et le versement en espèces d'une contribution fiscale originellement réclamée en nature ou d'un service.
À Byzance, certaines corvées comme l'angareia ou la kastroktisia (qui concerne la construction et l'entretien des forteresses) peuvent être rachetées par le versement d'une somme en numéraire.
Le mot est attesté pour la première fois dans le Code de Théodose (7.4.32 et 7.18.8). 